# Captain Tsubasa V: Hasha no shōgō campione
Captain Tsubasa V: Hasha no shōgō campione (キャプテン翼Ⅴ 覇者の称号カンピオーネ?, Kyaputen Tsubasa V Hasha no shōgō canpiōne) è un videogioco di Capitan Tsubasa uscito per Super Nintendo Entertainment System nel 1994 in Giappone.

## Trama
Il gioco inizia con il ricordo che Joan, attuale allenatore del San Paolo, ha del suo ex allievo Roberto quando era ancora un calciatore nelle file del club paulista, il ricordo di quando Roberto fu decisivo per la vittoria del campionato finendo però per infortunarsi all'occhio, infortunio che causò la sua parabola discendente di calciatore. Lì inizia il capitolo riguardante Nitta, acquisto del San Paolo del quale Joan vuole farne il nuovo Roberto o il nuovo Tsubasa, impegnato contro il Portuguesa; dopo la vittoria il presente Misugi cerca invano di convincere Nitta ad accettare la convocazione della nazionale giapponese.
La storia si sposta sulla nuova avventura di Tsubasa, impegnato nel campionato italiano con il Lecce assieme ai nuovi quanto diffidenti compagni di squadra Mancini e Carnevale.
Con una squadra poco più che modesta si è costretti a battere club di notevole livello e forniti di giocatori molto forti: Milan, Genoa, Torino (che gioca con la divisa della Ternana), Roma, Inter, Juventus (qui Tsubasa si ritrova contro Hyuga e Wakashimazu), Sampdoria e infine il Parma del fuoriclasse brasiliano Signori, altro pupillo di Joan.
Qui inizia il capitolo della nazionale giapponese e della Coppa d'Asia: l'allenatore del Giappone è Roberto e per il torneo tiene a casa giocatori di livello come Tsubasa, Hyuga, Wakashimazu e Wakabayashi; inizialmente c'è una partita "Giappone A" contro "Giappone B", dopodiché inizia una tournée di amichevoli che vede la nazionale nipponica affrontare Marocco, Ghana, Nigeria e Stati Uniti d'America.

Segue il vero e proprio torneo continentale nel quale il Giappone affronta in sequenza le Filippine, la Malesia, il Qatar, gli Emirati Arabi Uniti, l'Iraq, l'Arabia Saudita ed infine la Corea del Sud. Contro la nazionale malese il Giappone affronta Custa, un difensore fortissimo che Misugi scopre avere tecniche in comune con Nitta, deducendo che è un altro "prodotto" di Joan; inoltre lo stesso Misugi ha avvistato Joan e Signori tra gli spettatori.
Il torneo finale del gioco vede protagonista un Giappone a pieno organico (a parte Nitta) che dovrà affrontare le più forti nazionali del mondo (anche se è un torneo aperto anche ai club): per le qualificazioni si affrontano nell'ordine l'Uruguay di Victorino (con uno Hyuga totalmente fuori condizione), la Francia di Pierre, l'Olanda degli Holland Youth ma privi di Krayfort e Van Berg e la difensiva Italia di Stratto, Facchetti e Hernandez.

Successivamente viene giocata una partita Giappone A contro Giappone B nella quale Hyuga riprende il suo stato di forma ottimale. Nella fase finale il Giappone dovrà superare il Brasile (che disporrà di Signori nel primo tempo e di Santana nel secondo), la Germania di Schneider e l'Argentina di Diaz.

La finale è contro un club, la Campione, guidata dal maestro Joan che l'ha forgiata; tutti i giocatori della Campione sono molto forti e nei ruoli cardine vanta i giocatori più forti del gioco: il difensore malese Custa, il portiere Savicevic, l'attaccante Nitta e soprattutto il trequartista Alusion, in assoluto il più forte giocatore di Captain Tsubasa 5.
In contemporanea durante l'avanzare del gioco vengono aperti dei mini-capitoli riguardanti alcuni personaggi:

- capitolo Hyuga: è una sfida tra bomber del campionato italiano: con la Juventus di Hyuga si dovranno affrontare la Fiorentina del bomber argentino Batin e il Milan del centravanti della nazionale italiana Stratto.

- capitolo Napoleon: il bomber francese ora milita in Giappone nella Nankatsu e deve guidare la sua squadra nel classico contro la Toho FC.

- capitolo Pierre: si dovrà guidare il Paris Saint-Germain Football Club di Misaki contro il Bordeaux del suo eterno rivale Pierre.

- capitolo Misaki: tratta la sfida tra il PSG di Misaki ed il Manchester United di Matsuyama; è possibile scegliere quale squadra guidare delle due.

- capitolo Hernandez: il portierone italiano ora gioca in Germania nel Colonia e dovrà affrontare lo Stoccarda di Mitmeier e il Bayern Monaco di Schneider.

- capitolo Santana: il forte Brasile di Santana (privo di Signori) è impegnato in un torneo continentale: Venezuela, Cile, Bolivia e l'Argentina di Diaz i rivali di un Santana sotto shock per aver infortunato gravemente il compagno Coimbra in allenamento.

- capitolo Schneider: con il Bayern di Schneider si dovrà sconfiggere l'Amburgo di Wakabayashi e il Colonia di Hernandez.

- capitolo Wakabayashi: ora guidiamo l'Amburgo di Genzo contro il Werder Brema di Schester e l'Eintracht Francoforte.

- capitolo Wakashimazu: tratta il match tra la Juventus e il Parma con Signori che parte dalla panchina.

- capitolo Muller: la partita tra l'Inter ed il Feyenoord del trio Klinsmann-Keizer-Rensenbrink.

- capitolo Ishizaki: riguarda la nazionale giapponese con Nitta a disposizione: si affrontano Canarinho Stars (definitivamente la squadra più forte del gioco, ispirata dal Brasile di Pelé), Giappone B (con la stessa divisa del Giappone A!) e Ichigaya Kingdom.

## Modalità di gioco
A differenza di altri giochi di calcio è una specie di videogioco di ruolo in cui il giocatore quando è vicino a un avversario o se preme un tasto si ferma e può decidere con calma cosa fare a seconda se è in possesso o meno del pallone. Se è in possesso può dribblare, passare, tirare e fare una triangolazione. Se invece non è in possesso di palla ed è vicino ad un avversario può effettuare un tackle o decidere di marcarlo temporeggiando. Il portiere quando deve parare un tiro può decidere se afferrarlo o respingerlo di pugno. Ovviamente se respinge di pugno avrà più probabilità di parare.
Ovviamente il giocatore può effettuare le varie tecniche speciali tipiche del manga e dell'anime (possono essere tiri, passaggi, tackle, parate, dribbling, ...), però queste fanno calare di molto il numero di HP. Se il numero di HP è minore del numero di HP da spendere per effettuare la tecnica speciale il giocatore non può effettuarla quindi si possono utilizzare poche tecniche speciali a partita. Se il numero di HP tende a zero il giocatore diventa scarso.

## Curiosità
- Come anche nei precedenti giochi della saga molti dei nuovi personaggi inventati dalla Tecmo sono chiaramente ispirati a reali giocatori del tempo, dei quali mantengono il nome o la storpiatura dello stesso, i lineamenti della caricatura, la nazionalità e il club dove militavano; è il caso di Pipin (Papin), Aguilera, Bergkamp, Ruben (Rubén Sosa), Igor (Shalimov), Jurgen (Kohler), Cesar (Júlio César), Brolan (Brolin), Van Berg (van Basten), Effenberg, Batin (Batistuta), ecc.
- Molti sono i riferimenti del gioco che fanno intuire i propositi da parte della Tecmo di proseguire la saga di Captain Tsubasa: tra questi la sfida che lancia Van Berg a Tsubasa dopo la partita contro l'Olanda, riferendosi ad un nuovo super tiro che ha sviluppato, e soprattutto lo sfogo di uno stizzito Alusion dopo la finale, dove esplicitamente afferma che si vendicherà in Captain Tsubasa 6. Da allora Tecmo non ha sviluppato alcun seguito del gioco con tal nome e con quei personaggi.